# Драчинці
Дра́чинці — село в Україні, у Мамаївській сільській громаді Чернівецького району Чернівецької області.

## Розташування
Розташовані Драчинці за 17 км на південний захід від Кіцманя і за 25 км від обласного центру. До найближчої залізниці Лужани — 11 км. З обласним і районним центром село зв'язане шосейною дорогою.

## Назва
Деякі дослідники виводять назву села Драчинці від румунського — draci— чорти. В селі поширена й інша етимологія назви цього села — від слова драка — бійка. Оскільки жителі села неодноразово піднімалися на збройні виступи проти румунських поміщиків і влади, то їх і назвали — dracylu— любителі бійки. Існує ще одна версія походження назви села — від імені румунського землевласника Драча[джерело?].

## Історія
Про час заснування села немає конкретних відомостей. Уперше воно згадується в грамоті від 13 березня 1459 року, у якій говориться про межу між Драчинцями і Глиницею.
В XVI столітті землі с. Драчинці належали молдовським боярам. 22 серпня 1582 року молдавський воєвода Янкул Сасул подарував с. Драчинці монастиреві Побрата, який віддавав село в оренду поміщикам. Тривалий час поселення переходило від одного феодала до іншого. У 1775 році село орендував полковник Ломбардо із Сардинії.
Під час турецької окупації драчинські селяни терпіли важкий соціальний і національний гніт. Крім сплати непосильних податків, їх примушували утримувати турецьку армію: постачати їй коней, волів, продовольство, фураж тощо.

### Драчинці у складі Імперії Габсбургів
Не кращим було становище драчинських селян і в період перебування під владою Імперії Габсбургів. У 1791 році за рішенням Антипа — патріарха Єрусалимського, село Драчинці було передане в оренду поміщику Тодору Мустяце. У 1808 році Тодор Мустяце віддав село в оренду Миколі і Якубу Мікул за 7000 лей у рік. Поміщики самочинно збільшували панщину, відбирали у селян кращі землі, захоплювали общинні угіддя. Це призводило до розорення селянських господарств, наприклад в 1779 році в Драчинцях проживала 141 сім'я, в 1785 році — лише 131.
Населення намагалося протестувати проти поміщицької сваволі, часто зверталося до уряду зі скаргами, але такі скарги розв'язувались урядом переважно не на користь селян. Так, у 1799 році селяни подали скаргу на поміщика Антонаша Лазара, який примушував їх виконувати непосильну панщину і захоплював селянські наділи. Однак австрійська влада наказала покарати за спір з поміщиком селян Василя Савчука і Продана Телетія п'ятьма ударами палиці, а Василя Будза і Тодора Фальосу — сімома.
Особливо гостро розгорнулась боротьба під час революції 1848 року, коли Буковина була охоплена масовим рухом під керівництвом Лук'яна Кобилиці. Драчинчани разом з жителями навколишніх сіл відмовилися сплачувати державні податки, виконувати панщину. Однак влада силою зброї придушила виступ селян. У тому ж році кріпацтво в імперії було скасоване, але це не призвело до помітного поліпшення становища драчинецьких хліборобів. Кращі земельні угіддя, як і раніше, знаходилися в руках поміщиків — орендарів, їм належали майже всі ліси і пасовиська. Орендатори намагались зберегти на селі такі ж порядки, як і до реформи, що викликало опір селян, втому числі й збройний. Для придушення виступів у Драчинцях, 15 травня 1850 року в село був введений загін австрійський військ Чернівецького гарнізону, який перебував в селі протягом місяця.
У 1851 році громада села подала скаргу на орендатора Тодоровича, який примушував селян виконувати такі трудові повинності, як і при панщині, не дозволяв користуватися пасовиськом, збирати у лісі хмиз. Скаржилися селяни в тому ж році і на орендатора Слубивського, який знущався над ними, систематично вимагав підводи для своїх власних потреб, не виплачував грошей за постій солдат, витоптував своєю худобою громадські поля. У 1858 році драчинецькі селяни знову подають скаргу на пана, який привласнив громадські пасовиська Діброву і Мокірець, але повітова управа визнала право на ці пасовиська за поміщиком
У 1866 році селяни скаржились на орендатора Тодоровича, худоба якого весь час витолочувала громадські випаси. У таких умовах господарювання хліборобам не вистачало отриманих за врожаї грошей для оплати боргів, на оренду землі, на придбання реманенту, худоби. І селяни позичали їх в австрійських банках. Банк давав у кредит селянам гроші лише під заклад землі. І тому часто за несплату боргів селяни втрачали землю й майно. В той же час, скуповуючи надзвичайно дешеву робочу силу — безземельних селян, росла і багатіла заможна частина селян, поглиблювалось розшарування на селі. Так, у 1865 році в Драчинцях було 492 селянських двора. З них безземельних (так званих халупників) було 119 дворів, що мали землі до 2 йохів — 39 дворів, від 2 до 5 йохів — 205, від 5 до 10 йохів — 115.
Безземелля, низькі заробітки, неврожаї, борги і податки змушували селян шукати заробітків за межами Буковини. У 1899 році, наприклад, із Драчинців у Америку й Канаду емігрувало 7 чоловік, в 1900 році — 18. Станом на 15 вересня 1913 року з Драчинець виїхало за океан уже 146 чоловік, однак чимало емігрантів повернулися додому без будь-яких засобів до існування.
У період австрійського правління селяни не мали жодних політичних прав, не могли одержати освіту на рідній українській мові. Перше шкільне приміщення у Драчинцях було споруджене у 1876 році, а почала школа функціонувати лише в 1879 році. Та й ця школа охоплювала навчанням незначну частину дітей шкільного віку: в ній було лише 5 класів. У Нових Драчинцях перше шкільне приміщення було побудоване в 1899 році.
В останнє десятиріччя XIX ст. драчинецькі селяни в цей час теж вели боротьбу за ліс, який поміщики вважали своєю власністю. Протягом 1856—1865 років селяни рубали в лісі дерева, пасли худобу. Тричі (вперше 1858 року) в селі побувала військова каральна експедиція. Але як тільки військо залишало село, виступи знову продовжувались. Селяни вигнали навіть судову комісію з села, яка прибула в супроводі жандармів, щоб передати поміщикові ліс.
У листопаді 1905 року в Драчинцях відбулося народне віче і демонстрація з вимогою загального виборчого права
Під час першої світової війни в Драчинці кілька разів заходили російські солдати. У 1915 році російські війська відступили, а село зайняли австрійці.
«Січ» в Драчинцях була створена в 1912 р., проіснувала вона спершу до 1918 р. В 1926 р. «Січ» відновлює свою діяльність, засновником її і кошовим отаманом стає місцевий двірник Прокопець Данило Корніїв. Він ще до організації «Січі» в Драчинцях встановив зв'язки з січовиками Покуття, де зародився цей рух, вів активну просвітницьку діяльність серед односельчан, закликаючи їх вступити у «Січ». Осавулом був обраний секретар сільської ради Дьордій Бадюк. Мета січі була — вчити і виховувати молодь, ідейною і практично готували її до боротьби за волю України. Сприяли організації «Січі» і підтримували її місцеві вчителі. Особливо вчитель з Нових Драчинців Арійчук. «Січ» в Драчинцях була розташована на куті Луків.
«Січ» мала свій прапор малинового кольору. З одного боку на прапорі був портрет Т. Шевченка, над яким був напис «Січ у Драчинцях». А з другого боку прапора — восьмигранна зірка, у середині якої намальовані руки, що тримають серп — символ трудового селянства. До позолоченої верхівки держака прив'язували синьо-жовту стрічку.
Січове товариство мало свій оркестр, капельмейстером якого був Прокопець Олекса Корнилів. Музичні інструменти були придбані за рахунок драчинських односельчан, а також коштів, які надійшли від української діаспори з Канади та від братів Аврамів — Миколая, Василя та Дьордія. Вони першими із села поїхали в Канаду. Прокопець Данило Корнилів писав до українських друзів у Канаду, а у відповідь були вислані кошти для покупки духових музичних інструментів. Драчинські січовики організовували ігри, змагання, вчили малих хлопців верховій їзді, молодь вчилась стріляти, організовувати концерти, показові паради — марширування з піснею.
Січовики Драчинців пізніше брали участь у визвольних змаганнях за незалежність України. Саме січовики в 1918 році чинили опір румунській армії між Лужанами і Шипинцями.
У 1904 р. в Драчинцях почали діяти хати-читальні. Першою такою хатою-читальнею був будинок пана Антонюка Николая. Велику роль в просвітницькій роботі «Драчинської Січі» відігравали хати-читальні в 30-х роках. У той час були на території Драчинець дві хати-читальні: одна на Мокірці — в Григорія Аврама, а друга — на Лукові, там, де зараз проживає Казимир Олександра. Завідував хатою-читальнею Казимір Михайло.

### Драчинці у складі Румунії
У 1918 році Буковину насильно захопила Румунія. Закон про аграрну реформу, виданий румунським урядом у 20-х роках, драчинецькі селяни сприйняли вороже. Земельні ділянки, що їх мали одержати селяни за викуп, були в більшості непридатні для посівів, а ціна на землю була дуже високою (1 га орної землі коштував 44 — 146 лей). 26 квітня 1920 року мало місце незадоволення в Драчинцях у зв'язку з проведенням аграрної реформи. У зв'язку з цим агент сигуранци доносив у секретаріат Міністерства внутрішніх справ про те, що селянин Драчинець Острофій погрожував скликати селян і піти до уряду. А якщо і там селяни не знайдуть правди, то тоді організують повстання.
За румунського панування більшість драчинецьких селян не могла тримати ні землі, ні худоби через високі податки. Хлібороб сплачував державні, повітові і сільські податки, землеробській палаті, податок за шляхи, за в'їзд у місто підводою, за продаж худоби, за випас, гербові збори, за димар. Ці побори забирали значну частину, а часто й увесь прибуток селянина. За часів румунського панування у Драчинцях не було жодної бібліотеки, медпункту, родильного будинку. Навчання в школах велося румунською мовою.

### Друга Світова війна
18 червня 1940 року Драчинці були включені до складу УРСР знову була встановлена Радянська влада. В селі почалася робота по впровадженню загального безплатного навчання для дітей шкільного віку, а також робота по ліквідації неписьменності серед дорослого населення. У 1940—1941 навчальному році в селі вже працювало 4 школи з українською мовою навчання: центральна неповно-середня та початкові в Драчинцях Горішніх, Полятині та Острій. Навчанням було охоплено 650 дітей. Працювало в цих школах 10 учителів. При неповно-середній школі функціонував інтернат на 12 учнів. У кожній школі були відкриті вечірні класи для навчання дорослих. Почав працювати в селі клуб, у якому демонструвалися кінокартини, відкрилася бібліотека, почав працювати хоровий і драматичний гуртки.
Під час Другої світової війни 204 драчинських хліборобів були призвані до лав радянської армії, 76 з них загинуло в цій війні. За бойові заслуги 115 драчинчан було нагороджено орденами і медалями. 6 липня 1941 року село було окуповано румунськими військами. Навчання в школах українською мовою було знову заборонено. Голову сільради В. Т. Зелінського окупанти кинули до чернівецької, а потім до Садгірської в'язниці лише за те, що він очолював сільську Раду. Землевпорядника, який ділив землі заможних селян серед бідняків, румунські солдати вбили, а тіло прив'язали до коня, який волочив його.

Румунські війська, відразу після захоплення села, почали винищення євреїв, що тривало 3 дні. За ці 3 дні 52 євреї були розстріляні, а 90 пізніше вивезені в концентраційні табори.
Єврейське населення села займалося торгівлею і мало цілий ряд крамниць та корчмів: 1-а крамниця, де зараз будинок вчительки Ольги Тодорівни. Там жила сім'я єврея Каміля; у його крамниці можна було купити все — від цвяхів до турпана. ІІ-а крамниця належала Фройку (біля Миколи Шлемка). ІІІ-я крамниця — належала Дудьові (біля Туні Пшеничної). ІУ-а крамниця — знаходилася біля теперішньої зупинки автобуса. Євреї Салер, Хаїм, Апельтфельд, Зайдель Янкель, Раухвергерд володіли паровим млином. Справжнім сільським багатієм був Бург, який володів великим магазином і молочарнею, що знаходилися там, де тепер стоїть молитовний будинок. Сюди люди здавали молоко і тут виробляли на продаж сир, масло, сметану. На місці сучасного промтоварного магазину колись був великий склеп єврея Файбиша, куди люди їхали на закупи навіть і з навколишніх сіл. Єврей Гріль володів великою корчмою, яка знаходилася на місці теперішньої музичної школи. Там, де тепер будинок Майка Черевка, знаходилась єврейська школа і молитовний будинок. Коли румунські війська вступили в село, булла субота, і в молитовному будинку знаходився єврейський рабин і даскал Шор та ще декілька старших єврейок, яких румуни розстріляли на перехресті біля Піць Орисі, де тепер встановлено хрест.

Кричун Андрій Михайлович
На куті Мокірець, приблизно там, де тепер живе Чорней Василь, проживала єврейська сім'я: Берко, Сінер, Ціля і Етлі. Один із сусідів сховав їх, коли почули про єврейські погроми, а інший (прізвище жінка вказувати не хотіла) доніс румунам. Їх і ще 20 чоловік розстріляли на тім місці, де тепер город В.Єричука. Серед розстріляних було семеро молоденьких дівчат, над якими румунські солдати жорстоко поглумилися і так знущалися, що їхні відчайдушні Зойки було чути на пів села. Потім закривавлені напівоголені трупи звеліли селянам скидати на фіри і вивезти у поле, де знаходився скотомогильник.

Курчак Домка Василівна, 1925 р. народження
Це місце, яке в народі називається Стійло, стало місцем поховання усіх замордованих у 1941 році євреїв. У 2003 році там було споруджено членами Чернівецької Єврейської общини пам'ятний знак, ініціатором чого був житель Ізраїлю, письменник Ервін Раухвергерд, який дізнався, що саме там у 1941 році були поховані його мама і бабуся.

Декілька євреїв, що жили на Лукові, сховалися під лісом у будинку Тодорюка, потім їх знайшли і повели розстрілювати біля греблі на Готарі, де знаходився водяний млин. Ми, малі діти, пасли худобу неподалік від того місця, де проходила страта, і побачили, як після розстрілу з-під купи тіл вилізла дівчинка, яка була лише поранена. Микола Курчак сховав і спас цю дівчинку.
Бабуся Олі Курчак переховувала 2 дні на горищі єврейську сім'ю, хоч і знала, що за це румуни можуть покарати і її. Їхній сусід Євген Плешкан доніс на неї румунським солдатам. Коли румуни виводили нещасних євреїв з хати, негідник ще й доправдовувався, щоб покарали тих, хто їх переховував, але румунський солдат лише зневажливо подивився на нього.

Курчак Домка Василівна
У центрі села, навпроти млина, жили двоє старих євреїв. Старий каліка Нахемій вийшов у двір якраз у той час, коли селом проходила група румунських солдатів. Ніхто з них не звернув уваги на нещасного каліку, але два останніх, будучи уже напідпитку, декілька разів вистрілили в Нахемія, але не вбили, а тільки покалічили. Як згадують очевидці, той чоловік страшенно мучився, благав солдатів добити його, але вони стояли і сміялися. Його дружину Вурціху, що хотіла допомогти чоловікові, убили з першого ж таки пострілу.

Гудима Андрій Григорович
Одночасно із переслідуваннями євреїв, почалися також переслідування та вбивства активістів. . Коня з тілом знайшли аж у селі Біла, звідки родичі й забрали те, що залишилося від чоловіка.
У березні 1944 року Драчинці було звільнено від окупації. За час окупаційного режиму у селі було зруйновано 9580 м2 житлових приміщень, стягнено податків і штрафів на 18000 крб. та завдано збитків на 120210 крб. Загальні збитки, яких зазнало село в роки німецько-румунської окупації складають 1294575 крб.

### Діяльність ОУН-УПА
Радянізація краю, насильницька хлібозаготівельна політика і на її основі — голодомор 1946—1947 рр., суцільна колективізація, пограбування селян, масові репресії призвели до загострення політичної ситуації, яка проявилася в активізації ОУН-УПА на Буковині.
У лісах Буковини цього часу розгорнули активну діяльність загони «Дуба», «Зайця», «Стріли», «Тараса», «Яреми» та ін. Їхня діяльність проходила в основному у Вашковецькому, Вижницькому, Заставнівському, Садгірському та Чернівецькому сільському районах і була спрямована проти всіх, хто чинив репресії, насилля, знущання над людьми, хто підтримував радянську владу взагалі. У Драчинцях діяли загони під керівництвом «Юрася» та «Скригуна».
Щоб дискредитувати загони УПА в очах населення, органи НКВД перевдягалися у форму повстанців і грабували, мордували населення, а потім звинувачували оунівців у вбивствах невинних людей. У відповідь на це таємна поліція ОУН виявляла і безжально знищувала всіх, хто ставав на бік радянської влади. Насилля одних зумовлювало насильницьку протидію інших, а страждали ні в чому не повинні люди.
У 1944 р. оунівцями був убитий секретар Драчинецької сільської ради Гуцул М. О., перший комсомолець Прокопець М. Г., активіст Савчук І. М., Салагор І. С., Савчук П. М.
У 1945 р. був убитий вчитель Драчинецької школи Закудряєв В. Ф., а в 1946 р. — секретар сільської ради Сава Євген. У відповідь на ці акти органи НКВД влаштовували численні облави, каральні акції, село часто ставало справжньою ареною боїв.
12 грудня 1944 р. на перехресті сіл Драчинці і Глиниця відбулася збройна сутичка вояків ОУН з НКВД, де загинуло 4 вояки ОУН і 18 воїнів НКВД. Бій почався з 11.00 до полудня і тривав до 15.00 дня. Цей бій можна ще назвати винищенням «стрибків». З боку вояків ОУН в бою брало участь більше 100 чоловік, а з боку НКВД — 18 і всіх їх було знищено.
Спочатку жертв з боку оунівців не було взагалі, але потім Верстюк Іван, голова сільської ради села Глиниця, взяв на допомогу «стрибків», які чергували на мосту в с. Глиниця. Саме ці вояки і спричинили втрати в рядах воїнів ОУН. У цій сутичці загинули такі вояки ОУН як: Лунгул Михайло, Рудик Степан, Гуцул, ім'я якого невідоме, Піць Фрізан Георгійович був смертельно поранений і помер пізніше. Ініціатором і керівником бою був Курчак Філімон Миколайович.

6 листопада цього ж 1944 року в с. Драчинці оунівський загін спалив в сільраді всі документи і забрав один кріс (карабін).
12 грудня 1944 р. в с. Драчинці загін енкаведистів — 16 чоловік — напав на окружний загін СБ під керівництвом «Скригуна». Загін зайняв оборонні позиції і після одногодинного бою мусив відступити. На допомогу відступаючому загону наспів підрозділ УПА. Об'єднана бойова група, не гаючи часу, відійшла на шосе Драчинці — Вашківці, де зробила засідку, з якої повністю розгромила загін НКВД, який повертався до району. 4-ох енкаведистів було убито (імена невідомі), і 4-ох впіймано живими. Всі убиті були офіцерами, так, що район¬ний осередок НКВД був майже повністю знищений. Невдовзі на допомогу втікаючим енкаведистам прибула група червоноармійців — 50 солдатів, які квартирували в селі Глиниця. Зав'язався бій, який тривав до пізнього вечора.

Савчук Євгенія Миколаївна, жителька Драчинців
11 лютого 1945 р. в селі Драчинці загін НКВД в кількості 300 чоловік і 30 «стрибків» у ранішніх годинах напав на окружну боївку під командуванням Скригуна. Під натиском переважаючого ворога боївка мусила відступити на прилісну гірку Вівтар і там зайняла оборонні позиції. Бій тривав з 8-ї години ранку до 2-ї години пополудні, надвечір, коли енкаведисти отримали велике підкріплення, боївка УПА відступала у ліс. Ворог утратив 76 чоловік, між ними — майора НКВД і голову Вашківського райвідділу. Крім цього, було дуже багато поранених з боку оунівців, був убитий ройовий «Самовій» і 2 стрільці, втрачено 1 кулемет, здобуто автомат, 9 крісів, 5 гранат і пістолети.

Піць Іван Дмитрович, житель Драчивців
Я переводила боївки із села в село. За це відповідала своїм життям, тому була дуже обережною. Найбільше запам'яталося, як восени 1945 року переводила з Карапчева Вижницького району у Драчинці боївку «Скригуна». Зранку пішки пішла у Карапчів, дійшла до хати, де був зв'язок, назвала свій псевдонім, але виявилось, що боївки ще немає. Хлопці прийшли аж вночі мокрі, голодні і змучені. Поїли, а потім — у ліс, бо боялися вирушати, адже було вже за північ, а до Драчинців дійти до світанку було неможливо. В господарстві, будинку перебувати було небезпечно. Цілий день сиділи у лісі голодні і аж увечері рушили «Скригун» був дуже суворий, дав мені нести мішок з дисками від кулеметів. Було дуже образливо, що йшла голодна і ще мусила таке важке нести. Коли без пригод дібрались до села, то я навіть не могла їсти, а відразу заснула.
Дома ніхто, крім батька, не знав чим я займаюсь, навіть мама і брат. Від викриття мене врятувало те, що у нас був штаб НКВС і ніхто не міг запідозрити.

Зв'язкова УПА, Гасяк Зіновія Миколаївна
Для боротьби з ОУН-УПА органам радянської влади вдалося мобілізувати деяку частину місцевого населення. Крім голів та секретарів сільської ради, голів колгоспів, на яких спиралась радянська влада, в 1946—1947 рр. завербувала з місцевого населення майже 11 тисяч бійців винищувальних загонів, агентів-інформаторів. В боротьбі з більшовицьким режимом у складі ОУН-УПА загинуло 19 чоловік.
Щоб залякати населення і позбавити боївки УПА підтримки народу органи радянської влади вдалися до репресій, висиляючи людей до Сибіру, Казахстану, на північ Росії. Репресували сім'ю кожного, хто був пов'язаний із рухом опору. Майже 100 сімей села зазнали таких репресій. У 1944—1945 роках у Драчинецьких школах навчалося 426 учнів.

### Голод 1946—1947 років. Колективізація
Справжньою трагедією для жителів Чернівецької області став голод у 1946—1947 рр. Посуха восени — літа 1946 р. охопила більшість районів області, за винятком Вижницького, Путильського, Кіцманського районів. У 1946 році влада вилучила у більшості селян практично все зерно, не гребуючи останніми харчами і насіннєвим фондом, щоб лише виконувати плани постачань продовольства державі. Тих, хто чинив опір, не здавав зерно, карали, висилали в Сибір. Драчинці голод обминув, хоча багато сімей також не доїдали. В той час бесараби за кусок хліба міняли все, що у них було. Люди гризли картоплю, буряки, кукурудзу, а деякі помирали з голоду.
Весною 1948 року розпочалася колективізація сільського господарства. 12 травня 1948 року був організований колгосп ім. Шевченка, 28 червня — колгосп ім. Будьонного. В січні 1949 року були засновані ще 2 колгоспи — ім. Чапаєва та ім. Шверника. Багатьох селян, які своєю працею заробили більше землі, силою примушували писати заяву в колгосп. Щоб змусити селян вступати до колгоспів, влада вишукувала рішучі засоби і таким чином давали великі плани постачання хліба. На відміну від одноосібних господарств, які були обкладені важким податковим тягарем, колгоспи були звільнені в 1946 року від постачання державі хліба та м'яса. Непокірних селян карали. 40 драчинчан загинуло внаслідок репресії на рідній землі та в сибірських катівнях.

### 1950—1991 роки
У 1950 році колгоспи села Драчинці об'єдналися в одне велике механізоване господарство-артіль ім. Т. Г. Шевченка. Це господарство мало 801 колгоспний двір і 2588 га земельних угідь, у тому числі орної — 1374 га. У1958 році до артілі ім. Шевченка був приєднаний колгосп ім. Молотова сусіднього села Глиниця, що мав 1560 га землі, з них орної — 647 га. Очолив це нове господарство комуніст-тридцятитисячник О. А. Михайлов. Під його керівництвом, колгосп ім. Шевченка став одним з кращих в області. Станом на 1 січня 1965 року колгосп ім. Шевченка мав 4869 га земельних угідь. З них орної землі — 1834, сіножатей — 286, пасовиськ — 436, лісу — 1008 га, садів — 126 га, присадибних ділянок — 658 га. Основним напрямком сільськогосподарського виробництва артілі було зернове господарство та тваринництво. Після вбивства Я. М. Бойди головами колгоспу були Ткачук Теофіл Іванович, Петращук Іван Костянтинович, Петращук Василь Ілліч.
Під час головування в колгоспі Демчика Івана Микитовича в селі були збудовані: стайні на фермі, дитячий садок, адміністративний будинок села, сільський будинок культури, будинок на тракторній бригаді. За правління голови колгоспу Межинського Валентина Івановича було придбано багато нової техніки до колгоспу. Останніми головами колгоспу були: Царик Іван Григорович, Тарасюк Михайло Григорович, Гатеш Іван Ілліч та Про копець Віктор Фрізанович.
Під час війни в Афганістані четверо жителів драчинців взяли участь у бойових діях.

### Період незалежності України
У січні 2004 року в Драчинцях створено товариство «Драчинецька» та товариство з обмеженою відповідальності «Драчинецьке-1», яке орендує 305 га землі в людей, на основі договорів оренди, займається вирощуванням індиків.
28 серпня 2004 року в Драчинцях був відкритий пам'ятник жителям села, які загинули в Другій світовій війні, у боротьбі за незалежність України і односельчан, які постраждали і родинами були вивезені в Сибір або розстріляні в рідному селі.

## Органи місцевого самоврядування
До сільської ради с. Драчинці входять 2 села: Драчинці і Нові Драчинці. Найбільше головою сільської ради був Поп'юк Ілля Агапович. Після головами сільської ради були: Терендяк Галина Іванівна, Піць Василь Ілліч, Танасюк Михайло Григорович, Борнатович Ольга Михайлівна[джерело?].

## Населення
У с. Драчинці проживає 2435 жителів[джерело?].

### Мова
Розподіл населення за рідною мовою за даними перепису 2001 року:
| Мова            | Кількість | Відсоток |
| --------------- | --------- | -------- |
| українська      | 2316      | 99.66%   |
| російська       | 6         | 0.26%    |
| інші/не вказали | 2         | 0.08%    |
| Усього          | 2324      | 100%     |

## Економіка
Багато жителів нашого села працюють за межами нашої країни. В селі працюють магазини, чотири пилорами, цех по виготовлені тротуарної плитки, хлібопекарня, дві сауни[джерело?].

## Відомі вихідці і жителі села
- Сало фон Вайссельбергер — доктор права, буковинський, австро-угорський та румунський політик, бургомістр Чернівців у 1913—1914 роках.
- Іван Чорней — український оперний співак, Заслужений артист України.